# Benedict Samuel

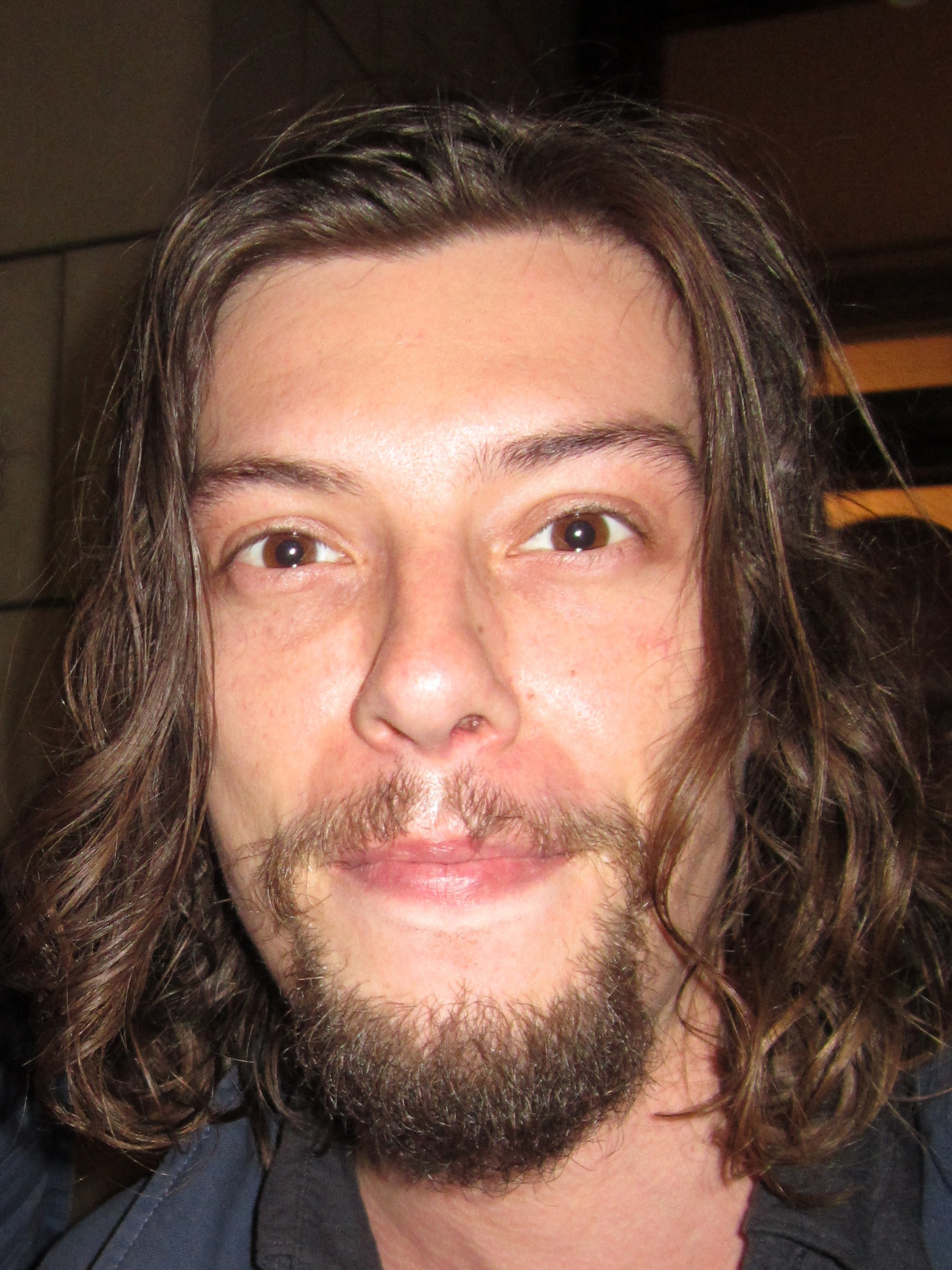
Benedict Samuel

Benedict Samuel (* 15. April 1988 in Sydney, New South Wales) ist ein australischer Schauspieler, Drehbuchautor und Regisseur.

## Leben und Karriere
Samuel wurde als Sohn von Maree und Clifford Samuel in Australien geboren und ist dort aufgewachsen. Er ist der jüngere Bruder des Schauspielers Xavier Samuel, sowie der älteren Schwester Bridget, die beruflich als Inspizientin tätig ist. Seine schauspielerische Ausbildung erhielt er am National Institute of Dramatic Art (NIDA), an dem er 2009 abschloss.
Danach war er in Melbourne am Theater tätig. Nebenbei hatte er einen Gastauftritt in der australischen Fernsehserie Paper Giants: The Birth of Cleo und spielte eine Rolle in dem Kurzfilm Kiss. Ebenfalls war er für kurze Zeit in der australischen Seifenoper Home and Away zu sehen. 2012 folgte sein Regie- und Drehbuchdebüt in dem Kurzfilm Sanctuary, in dem sein Bruder mitspielte.  Darauf wirkte er in weiteren Kurzfilmen mit. 2014 stand Samuel an der Seite von Krysten Ritter in dem Film Asthma vor der Kamera. 2015 spielte er eine kleine Nebenrolle in dem Film The Stanford Prison Experiment und gehörte zur Hauptbesetzung der Fernsehserie The Beautiful Lie. 2015 spielte er in der Nebenrolle des David, in dem Film The Walk, vom Oscar-prämierten Regisseur Robert Zemeckis, mit Joseph Gordon-Levitt und Charlotte Le Bon in den Hauptrollen. Des Weiteren war Samuel in der Nebenrolle des Alpha Wolf in der Fernsehserie The Walking Dead zu sehen. 2016 spielte er neben Woody Harrelson und Liam Hemsworth in dem Western Das Duell mit und war zudem in der australischen Miniserie Secret City in einer weiteren Nebenrolle zu sehen. Ebenfalls wurde 2016 bekannt, dass Samuel in der dritten Staffel der Fernsehserie Gotham die Rolle des Mad Hatters übernommen hatte.

## Filmografie

### Schauspieler
- 2011: Paper Giants: The Birth of Cleo (Miniserie, 1 Folge)
- 2011: Kiss (Kurzfilm)
- 2011: Home and Away (Fernsehserie, 8 Folgen)
- 2012: Underground: The Julian Assange Story
- 2012: The Shed (Kurzfilm)
- 2014: The Little House (Kurzfilm)
- 2014: Asthma
- 2015: Die Nachtigall und die Rose (Oscar Wilde's the Nightingale and the Rose, Kurzfilm)
- 2015: Die letzte Generation (Childhood's End, Fernsehserie, 1 Folge)
- 2015: The Stanford Prison Experiment
- 2015: The Beautiful Lie (Fernsehserie, 6 Folgen)
- 2015: The Walk
- 2015–2016: The Walking Dead (Fernsehserie, 5 Folgen)
- 2016: Secret City (6 Folgen)
- 2016: Das Duell (The Duel)
- 2016–2019: Gotham (Fernsehserie, 14 Folgen)
- 2019: Chicago P.D. (Fernsehserie, 1 Folge)
- 2020: Into the Dark (Fernsehserie, 1 Folge)
- 2022: FBI: Most Wanted (Fernsehserie, 1 Folge)

### Regie und Drehbuch
- 2012: Sanctuary (Kurzfilm)